# Black Moses (Isaac Hayes)
| Recensione       | Giudizio           |
| ---------------- | ------------------ |
| AllMusic         | [ 1 ]              |
| Clash            | (favorevole)       |
| Paste            | 88/100             |
| Pitchfork        | 8.7/10             |
| Record Collector | [ 2 ]              |
| Rolling Stone    | (sfavorevole) 1972 |
| Rolling Stone    | (2008)             |
| Spin             | 9/10               |
| Uncut            | [ 7 ]              |

Black Moses è un doppio album del musicista statunitense Isaac Hayes, pubblicato nel 1971 dalla Enterprise Records, etichetta sussidiaria della Stax Records. Si tratta del quinto lavoro consecutivo di Hayes a raggiungere il primo posto nella classifica Billboard R&B album, restandoci per 7 settimane consecutive nel 1972.
L'album è prodotto dallo stesso interprete, che cura gli arrangiamenti insieme a Johnny Allen e Dale Warren.

## Descrizione
Black Moses include una reinterpretazione da parte di Hayes del singolo Never Can Say Goodbye dei Jackson 5. La versione di Hayes divenne anch'essa un successo da classifica, raggiungendo la posizione numero 22 nella Billboard Hot 100 negli Stati Uniti. L'album raggiunse la vetta della classifica Billboard R&B il 15 gennaio 1972. Oltre a Never Can Say Goodbye, anche altri brani inclusi in Black Moses sono cover di canzoni rese popolari da altri artisti quali Carpenters ((They Long to Be) Close to You), Toussaint McCall (Nothing Takes the Place of You), The Friends of Distinction (Going in Circles), Dionne Warwick (I'll Never Fall in Love Again), e Little Johnny Taylor (Part Time Love). Tuttavia, nonostante le molte reinterpretazioni di brani altrui, Hayes definì Black Moses uno dei suoi lavori più personali.
Il titolo dell'album deriva dal soprannome che il dirigente della Stax Dino Woodward aveva dato a Hayes, dopo aver paragonato gli effetti della sua musica sul pubblico nero alla leadership della figura biblica di Mosè. L'allora profondamente religioso Hayes aborriva tale soprannome, ritenendolo "sacrilego", sebbene il giornalista Chester Higgins avesse reso popolare il soprannome "Black Moses" in un articolo scritto sulla rivista Jet. Alla fine, Hayes finì con il ritenere il nomignolo "Black Moses" come un simbolo dell'orgoglio nero:
«Gli uomini neri potrebbero finalmente alzarsi in piedi ed essere uomini perché ecco arrivare Black Moses; è l'epitome della mascolinità nera. Le catene che una volta rappresentavano la schiavitù ora possono essere un segno di potere e forza, sessualità e virilità.»
Fu di Larry Shaw, capo del reparto marketing della Stax, a proporre l'idea di intitolare l'album Black Moses. Egli ideò anche, con l'assistenza del membro dei Bar-Kays Ron Gordon, il design per la copertina interna apribile dell'album con un poster di Hayes, vestito con abiti di ispirazione biblica in veste di "Mosè nero".

## Tracce
Lato A
1. Never Can Say Goodbye
2. (They Long to Be) Close to You
3. Nothing Takes the Place of You
4. Man's Temptation

Lato B
1. Never Gonna Give You Up
2. Medley
  1. Ike's Rap II
  2. Help Me Love
3. Need to Belong to Someone
4. Good Love

Lato C
1. Medley
  1. Ike's Rap III
  2. Your Love Is So Doggone Good
2. For the Good Times
3. I'll Never Fall in Love Again

Lato D
1. Part-Time Love
2. Medley
  1. Ike's Rap IV
  2. A Brand New Me
3. Going in Circles

## Formazione
- Isaac Hayes - voce solista e cori
- "Hot", "Buttered" & "Soul": cori
- The Bar-Kays, strumentazione in: (They Long to Be) Close to You e Going in Circles
- Strumentazione: The Isaac Hayes Movement:
  - Piano, vibrafono, organo, pianoforte elettrico - Isaac Hayes
  - Basso - Ronnie Hudson
  - Bonghi, conga - Gary Jones
  - Batteria, tamburello - Willie Hall
  - Pianoforte elettrico - Lester Snell
  - Chitarra - Charles "Skip" Pitts
  - Pianoforte - Sidney Kirk

## Classifiche settimanali
| Classifica (1972) | Posizione massima |
| ----------------- | ----------------- |
| Stati Uniti       | 10                |
| US R&B Albums     | 1                 |